# Afrotruljalia grisea
Afrotruljalia grisea är en insektsart som först beskrevs av Lucien Chopard 1932.  Afrotruljalia grisea ingår i släktet Afrotruljalia och familjen syrsor. Inga underarter finns listade i Catalogue of Life.